# Rally van Argentinië 2007
De Rally van Argentinië 2007, formeel 27º Rally Argentina, was de 27e editie van de Rally van Argentinië en de zesde ronde van het wereldkampioenschap rally in 2007. Het was de 429e rally in het wereldkampioenschap rally die georganiseerd wordt door de Fédération Internationale de l'Automobile (FIA). De start en finish was in Villa Carlos Paz.

## Programma
| Etappe | Datum                        | Klassementsproeven | Competitieve afstand |
| ------ | ---------------------------- | ------------------ | -------------------- |
| 1      | Donderdag 3 en vrijdag 4 mei | 9                  | 126,90 kilometer     |
| 2      | Zaterdag 5 mei               | 9                  | 159,16 kilometer     |
| 3      | Zondag 6 mei                 | 5                  | 84,30 kilometer      |
|        |                              |                    |                      |
| Totaal | Totaal                       | 23                 | 370,36 kilometer     |

## Resultaten
| Algemene top tien | Algemene top tien | Algemene top tien  | Algemene top tien          | Algemene top tien | Algemene top tien | Algemene top tien | Algemene top tien |
| Pos.              | #                 | Rijder             | Auto                       | Gr/kl             | Tijd              | Eerste            | Punten            |
| Pos.              | #                 | Navigator          | Inschrijving               | C                 | Straftijd         | Vorige            | Punten            |
| ----------------- | ----------------- | ------------------ | -------------------------- | ----------------- | ----------------- | ----------------- | ----------------- |
| 1.                | 1                 | Sébastien Loeb     | Citroën C4 WRC             | A8                | 2:52:03,8         | 0:00              | 10                |
| 1.                | 1                 | Daniel Elena       | Citroën Total WRT          | C                 |                   | =                 | 10                |
| 2.                | 3                 | Marcus Grönholm    | Ford Focus RS WRC 06       | A8                | 2:52:40,5         | + 36,7            | 8                 |
| 2.                | 3                 | Timo Rautiainen    | BP Ford World Rally Team   | C                 |                   | + 36,7            | 8                 |
| 3.                | 4                 | Mikko Hirvonen     | Ford Focus RS WRC 06       | A8                | 2:54:19,0         | + 2:15,2          | 6                 |
| 3.                | 4                 | Jarmo Lehtinen     | BP Ford World Rally Team   | C                 |                   | + 1:38,5          | 6                 |
| 4.                | 9                 | Jari-Matti Latvala | Ford Focus RS WRC 06       | A8                | 2:55:46,8         | + 3:43,0          | 5                 |
| 4.                | 9                 | Miikka Anttila     | Stobart VK Ford Rally Team | C                 |                   | + 1:27,8          | 5                 |
| 5.                | 10                | Henning Solberg    | Ford Focus RS WRC 06       | A8                | 2:56:13,9         | + 4:10,1          | 4                 |
| 5.                | 10                | Cato Menkerud      | Stobart VK Ford Rally Team | C                 |                   | + 27,1            | 4                 |
| 6.                | 2                 | Daniel Sordo       | Citroën C4 WRC             | A8                | 2:56:27,4         | + 4:23,6          | 3                 |
| 6.                | 2                 | Marc Martí         | Citroën Total WRT          | C                 |                   | + 13,5            | 3                 |
| 7.                | 8                 | Chris Atkinson     | Subaru Impreza S12B WRC 07 | A8                | 2:56:47,2         | + 4:43,4          | 2                 |
| 7.                | 8                 | Stéphane Prévot    | Subaru World Rally Team    | C                 |                   | + 19,8            | 2                 |
| 8.                | 5                 | Manfred Stohl      | Citroën Xsara WRC          | A8                | 2:57:24,0         | + 5:20,2          | 1                 |
| 8.                | 5                 | Ilka Minor         | OMV Kronos Citroën WRT     | C                 |                   | + 36,8            | 1                 |
| 9.                | 60                | Federico Villagra  | Mitsubishi Lancer Evo IX   | N4                | 3:08:53,7         | + 16:49,9         |                   |
| 9.                | 60                | Diego Curletto     | VRS Rally Team             | N4                |                   | + 11:29,7         |                   |
| 10.               | 31                | Toshi Arai         | Subaru Impreza WRX STi     | N4                | 3:09:03,0         | + 16:59,2         |                   |
| 10.               | 31                | Tony Sircombe      | Subaru Team Arai           | N4                |                   | + 9,3             |                   |
| DNF top tien      |                   |                    |                            |                   |                   |                   |                   |
| Pos.              | #                 | Rijder             | Auto                       | Gr/kl             | KP                | Reden             | Reden             |
| Pos.              | #                 | Navigator          | Inschrijving               | C                 | KP                | Reden             | Reden             |
| DNF               | 7                 | Petter Solberg     | Subaru Impreza S12B WRC 07 | A8                | 18                | Mechanisch        | Mechanisch        |
| DNF               | 7                 | Phil Mills         | Subaru World Rally Team    | C                 | 18                | Mechanisch        | Mechanisch        |
| DNF               | 33                | Loris Baldacci     | Subaru Impreza WRX STi     | N4                | 3                 | Mechanisch        | Mechanisch        |
| DNF               | 33                | Silvio Stefanelli  | Loris Baldacci             | N4                | 3                 | Mechanisch        | Mechanisch        |
| DNF               | 35                | Fumio Nutahara     | Mitsubishi Lancer Evo IX   | N4                | 21                | Mechanisch        | Mechanisch        |
| DNF               | 35                | Daniel Barritt     | Advan-Piaa Rally Team      | N4                | 21                | Mechanisch        | Mechanisch        |
| DNF               | 37                | Spyros Pavlides    | Subaru Impreza WRX STi     | N4                | 21                | Mechanisch        | Mechanisch        |
| DNF               | 37                | Denis Giraudet     | Syms Rally Team            | N4                | 21                | Mechanisch        | Mechanisch        |
| DNF               | 38                | Kristian Sohlberg  | Subaru Impreza WRX STi     | N4                | 12                | Mechanisch        | Mechanisch        |
| DNF               | 38                | Risto Pietiläinen  | Syms Rally Team            | N4                | 12                | Mechanisch        | Mechanisch        |
| DNF               | 39                | Nasser Al-Attiyah  | Subaru Impreza WRX STi     | N4                | 18                | Mechanisch        | Mechanisch        |
| DNF               | 39                | Chris Patterson    | QMMF                       | N4                | 18                | Mechanisch        | Mechanisch        |
| DNF               | 40                | Stefano Marrini    | Mitsubishi Lancer Evo IX   | N4                | 20                | Mechanisch        | Mechanisch        |
| DNF               | 40                | Nicolas García     | Errani Team Group          | N4                | 20                | Mechanisch        | Mechanisch        |
| DNF               | 41                | Leszek Kuzaj       | Subaru Impreza WRX STi     | N4                | 18                | Mechanisch        | Mechanisch        |
| DNF               | 41                | Jarosław Baran     | Subaru Poland Rally Team   | N4                | 18                | Mechanisch        | Mechanisch        |
| DNF               | 44                | Fabio Frisiero     | Mitsubishi Lancer Evo IX   | N4                | 20                | Mechanisch        | Mechanisch        |
| DNF               | 44                | Simone Scattolin   | Motoring Club              | N4                | 20                | Mechanisch        | Mechanisch        |
| DNF               | 45                | Mirco Baldacci     | Subaru Impreza WRX STi     | N4                | 22                | Mechanisch        | Mechanisch        |
| DNF               | 45                | Giovanni Agnese    | Motoring Club              | N4                | 22                | Mechanisch        | Mechanisch        |

| PWRC top drie | PWRC top drie     | PWRC top drie |
| Pos.          | Rijder            | Pnt.          |
| ------------- | ----------------- | ------------- |
| 1             | Federico Villagra | 10            |
| 2             | Toshi Arai        | 8             |
| 3             | Juho Hänninen     | 6             |

## Statistieken

#### Klassementsproeven
| Etappe | Datum | KP | Starttijd | Naam                             | Lengte   | Snelste rijder  | Tijd          | Gem. snelheid | Rallyleider    |
| ------ | ----- | -- | --------- | -------------------------------- | -------- | --------------- | ------------- | ------------- | -------------- |
| 1      | 3 mei | 1  | 18:35     | River Plate Stadium              | 2,40 km  | Mikko Hirvonen  | 2:08,3        | 67,34 km/u    | Mikko Hirvonen |
| 1      | 4 mei | 2  | 10:45     | Capilla del Monte - San Marcos 1 | 22,95 km | Neutralisatie   | Neutralisatie | Neutralisatie | Mikko Hirvonen |
| 1      | 4 mei | 3  | 11:22     | San Marcos - Cuchi Corral 1      | 19,24 km | Neutralisatie   | Neutralisatie | Neutralisatie | Mikko Hirvonen |
| 1      | 4 mei | 4  | 12:20     | Villa Giardino - La Falda 1      | 15,50 km | Neutralisatie   | Neutralisatie | Neutralisatie | Mikko Hirvonen |
| 1      | 4 mei | 5  | 12:51     | Valle Hermoso - Casagrande 1     | 10,95 km | Neutralisatie   | Neutralisatie | Neutralisatie | Mikko Hirvonen |
| 1      | 4 mei | 6  | 13:32     | Cosquin - Tanti 1                | 11,27 km | Neutralisatie   | Neutralisatie | Neutralisatie | Mikko Hirvonen |
| 1      | 4 mei | 7  | 16:11     | Capilla del Monte - San Marcos 2 | 22,95 km | Neutralisatie   | Neutralisatie | Neutralisatie | Mikko Hirvonen |
| 1      | 4 mei | 8  | 16:48     | San Marcos - Cuchi Corral 2      | 19,24 km | Neutralisatie   | Neutralisatie | Neutralisatie | Mikko Hirvonen |
| 1      | 4 mei | 9  | 19:05     | Estadio Córdoba 1                | 2,40 km  | Mikko Hirvonen  | 2:31,7        | 56,95 km/u    | Mikko Hirvonen |
|        |       |    |           |                                  |          |                 |               |               | Mikko Hirvonen |
| 2      | 5 mei | 10 | 8:23      | La Cumbre - Agua de Oro          | 18,70 km | Sébastien Loeb  | 15:35,1       | 71,99 km/u    | Sébastien Loeb |
| 2      | 5 mei | 11 | 9:21      | Ascochinga - La Cumbre           | 23,28 km | Sébastien Loeb  | 14:45,2       | 94,68 km/u    | Sébastien Loeb |
| 2      | 5 mei | 12 | 10:14     | Villa Giardino - La Falda 2      | 15,50 km | Sébastien Loeb  | 11:02,6       | 84,21 km/u    | Sébastien Loeb |
| 2      | 5 mei | 13 | 10:45     | Valle Hermoso - Casagrande 2     | 10,95 km | Sébastien Loeb  | 7:11,3        | 91,40 km/u    | Sébastien Loeb |
| 2      | 5 mei | 14 | 11:26     | Cosquin - Tanti 2                | 11,27 km | Sébastien Loeb  | 6:09,5        | 109,80 km/u   | Sébastien Loeb |
| 2      | 5 mei | 15 | 14:13     | Santa Rosa - San Agustin 1       | 21,41 km | Marcus Grönholm | 12:48,1       | 100,35 km/u   | Sébastien Loeb |
| 2      | 5 mei | 16 | 15:06     | Las Bajadas - Villa del Dique    | 16,35 km | Sébastien Loeb  | 8:39,8        | 113,24 km/u   | Sébastien Loeb |
| 2      | 5 mei | 17 | 15:52     | Amboy - Santa Monica             | 20,29 km | Sébastien Loeb  | 10:19,4       | 117,93 km/u   | Sébastien Loeb |
| 2      | 5 mei | 18 | 16:57     | Santa Rosa - San Agustin 2       | 21,41 km | Marcus Grönholm | 12:56,3       | 99,29 km/u    | Sébastien Loeb |
|        |       |    |           |                                  |          |                 |               |               | Sébastien Loeb |
| 3      | 6 mei | 19 | 8:00      | Mina Clavero - Giulio Cesare 1   | 23,81 km | Sébastien Loeb  | 18:48,8       | 75,94 km/u    | Sébastien Loeb |
| 3      | 6 mei | 20 | 8:43      | El Condor - Copina 1             | 16,82 km | Daniel Sordo    | 13:39,9       | 73,85 km/u    | Sébastien Loeb |
| 3      | 6 mei | 21 | 10:06     | Mina Clavero - Giulio Cesare 2   | 23,81 km | Sébastien Loeb  | 18:51,2       | 77,81 km/u    | Sébastien Loeb |
| 3      | 6 mei | 22 | 10:49     | El Condor - Copina 2             | 16,82 km | Daniel Sordo    | 13:46,8       | 73,24 km/u    | Sébastien Loeb |
| 3      | 6 mei | 23 | 13:05     | Estadio Córdoba 2                | 2,40 km  | Sébastien Loeb  | 2:25,4        | 59,42 km/u    | Sébastien Loeb |

| KP overwinningen | KP overwinningen |
| Rijder           | Aantal           |
| ---------------- | ---------------- |
| Sébastien Loeb   | 10               |
| Marcus Grönholm  | 2                |
| Mikko Hirvonen   | 2                |
| Daniel Sordo     | 2                |

## Kampioenschap standen

#### Rijders
|   | Pos. | Rijder          | Pnt. |
| - | ---- | --------------- | ---- |
| = | 1    | Sébastien Loeb  | 48   |
| = | 2    | Marcus Grönholm | 45   |
| = | 3    | Mikko Hirvonen  | 36   |
| = | 4    | Daniel Sordo    | 22   |
| = | 5    | Petter Solberg  | 16   |

#### Constructeurs
|   | Pos. | Constructeur               | Pnt. |
| - | ---- | -------------------------- | ---- |
| = | 1    | BP Ford World Rally Team   | 81   |
| = | 2    | Citroën Total WRT          | 72   |
| 1 | 3    | Stobart VK Ford Rally Team | 30   |
| 1 | 4    | Subaru World Rally Team    | 29   |
| = | 5    | OMV Kronos Citroën WRT     | 22   |

- Noot: Enkel de top 5-posities worden in beide standen weergegeven.